# Lago de Brombach
El lago de Brombach (en alemán Brombach-See) es un lago de tamaño importante, en la región de Franconia Media, estado de Baviera, 37 kilómetros al sur de Núremberg. Tiene una superficie total de 8,7 kilómetros cuadrados. Está a una altitud de 410 metros sobre el nivel del mar.
Se construyó por dos razones: primero para igualar el agua del norte y del sur de Baviera y segundo  para crear una zona de aprovechamiento del ocio para extranjeros y como nueva fuente de ingresos para la gente que vive cerca del lago.